# Флорес, Франсиско
Франси́ско Гилье́рмо Фло́рес Пе́рес (исп. Francisco Guillermo Flores Pérez; 17 октября 1959 — 30 января 2016) — сальвадорский государственный деятель, президент Сальвадора в 1999—2004 годах.

## Биография
Родился в богатой консервативной семье. Окончил Американскую школу в Эль-Сальвадоре и Амхерстский колледж в Массачусетсе (США), затем изучал политические науки в Оксфорде (Великобритания) и Гарварде (США). Также увлекался восточной философией, для чего поехал в Индию, хотя ради этого не оставил католическую религию.
Занялся политикой после того, как был убит его свёкор, являвшийся личным секретарем президента Альфредо Кристиани Буркарда. В 1989 году он стал заместителем министра планирования. Затем он стал советником главы государства и руководил действиями правительства по выполнению условий подписанного в январе 1992 года мирного соглашения с Фронтом национального освобождения имени Фарабундо Марти. В 1994 году он был избран в Законодательную Ассамблею, а новый президент Армандо Кальдерон Соль назначил его своим пресс-секретарём. В 1997 году он был избран председателем Законодательной Ассамблеи Сальвадора.
29 марта 1998 года Националистический республиканский альянс (АРЕНА) выдвинул Флореса в качестве своего кандидата в президенты страны, и в 1999 году он выиграл президентские выборы. Президентство Флореса характеризовалось тесной привязкой к политике США: национальная валюта сальвадорский колон была с 1 января 2001 года выведена из обращения и заменена на доллар США, а сальвадорский воинский контингент в 2003 году был размещён в Ираке вместе с войсками США. После мощного землетрясения 2001 года в знак поддержки президент США Джордж Буш-младший предоставил сальвадорцам, нелегально находившимся на территории Соединенных Штатов временное право на работы, назвав лидера Сальвадора и всех граждан этой страны своими друзьями. Он был одним из немногих латиноамериканских лидеров, признавших переворот во главе с Педро Кармона Эстангой в Венесуэле. Кроме того. на саммите глав государств, проходившем в Панаме он обвинил кубинского лидера Фиделя Кастро в поддержке в течение 20 лет сальвадорских повстанцев, заслужив всемерную поддержку США.
На период президентства Флореса пришёлся раскол в руководстве АРЕНА — из партии вышла Глория Сальгуэро Гросс, участница основания АРЕНА, сподвижница Роберто д'Обюссона. Незадолго до ухода Флореса с президентского поста Сальгуэро Гросс вернулась в партию.
После ухода с поста президента Сальвадора в 2004 году пытался претендовать на пост генерального секретаря Организации американских государств. Затем он стал активным деятелем «Международного фонда свободы», базирующегося в США, президентом которого являлся перуанский писатель Марио Варгас Льоса, целью которого была объявлена борьба против марксистско-ленинской идеологии в Латинской Америке. Также являлся главным политическим советником кампании кандидата для партии Националистический республиканский альянс, мэра Сан-Сальвадора Нормана Кихано, до их конфликта за два дня до первого тура президентских выборов в 2014 году.
Обвинялся в коррупции, в частности, в нецелевом использовании в 2003 году 15 миллионов долларов США от правительства Тайваня. По данным следствия, в бытность главой государства он перевел на свои счета $5 млн из средств, выделенных правительством Тайваня на ликвидацию последствий землетрясения, которое произошло в Сальвадоре в 2001 году. Ещё $10 млн, как считалось, были переведены на счета его политической партии. Считалось, что эти средства прошли через банковские учреждения Коста-Рики и США и согласно неподтвержденной пока информации «осели» на Багамских островах. 1 мая 2014 года генеральный прокурор Сальвадора официально предъявил политику обвинение по фактам хищения, незаконного обогащения и неповиновения власти. Вслед за этим Интерпол разместил его фотографию в 190 странах мира как человека, которого необходимо срочно задержать. Скрываясь от правосудия на протяжении нескольких месяцев, сдался властям в сентябре 2014 года и два месяца спустя был помещён под домашний арест. Это решение показалось общественности слишком мягким и вызвало мощную волну протестов. 19 сентября суд Сан-Сальвадора отменил его и заменил меру пресечения на предварительный арест.